# 世界一周路線
世界一周路線（せかいいっしゅうろせん、英語: Round the World route）とは、単一の航空会社により、出発地となる空港から出発して地球を一周し（世界一周）、再び出発地に戻る定期路線のこと。
また、上記路線を同一便名で運航形態を世界一周便と言われる。パンアメリカン航空、日本航空、英国海外航空、トランス・ワールド航空、カンタス航空の5社のフラッグキャリアのみが就航し、現在、このような旅客便は存在しないが、経由便が多く設定される航空貨物便ではトランス・メディテラネアン航空など複数の世界一周路線が存在している。

## 概要

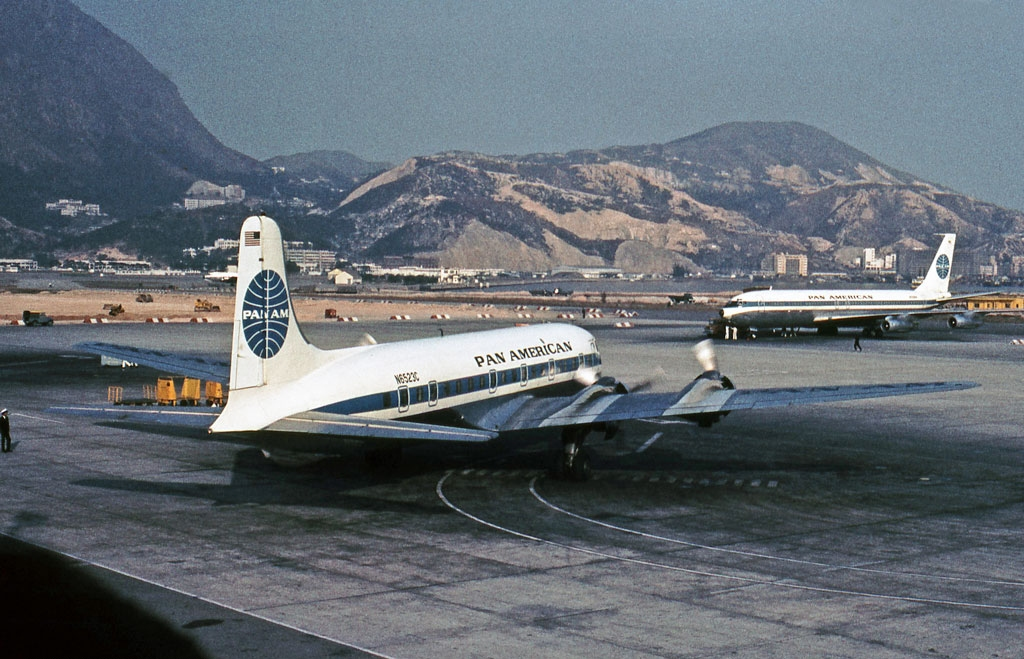
パンアメリカン航空のダグラスDC-6とボーイング707型機（啓徳空港）

旅客機による旅行が一般化した1960年代には、単一の航空会社による複数の寄港地に寄港する世界一周便がパンアメリカン航空、日本航空、英国海外航空、トランス・ワールド航空、カンタス航空というフラッグ・キャリアにより運航されていた。
なお世界一周便であっても、途中で機材変更があり、必ずしも同一の旅客機で運行されるわけではない。また、航空会社によっては運航路線で出発空港と最終目的空港が地球の裏側に位置する組み合わせで東回りと西回り路線をそれぞれ別に運航し世界一周便は空港での行先ボードで「Around the World」と表示されていた。
その後、航空機の性能向上による直行便化の進行とそれに伴う世界一周便の必然性の低下や、航空会社同士の競争の激化とそれがもたらす収益悪化などにより衰退し、2013年以降、暫く世界一周便を旅客運航している航空会社は、貨物便以外で存在していなかった。日本でも日本貨物航空も一時期世界一周可能な路線網を有していた。
しかし、2022年に始まったウクライナ侵攻によるロシア領空迂回などの地理的情勢変化や低燃費エンジンの台頭による更なる旅客機航続距離増大なども合わさり、極東アジアと欧州間を運航する便の多くが偏西風に乗る効率の良い運航すると欧州向けが太平洋、アラスカ、カナダ北極圏、グリーンランド、大西洋経路と極東アジア向けが黒海、中央アジア、中国経路で運航することで極点を東廻りで回る経路となり事実上世界一周路線を運航する形になっている。

## 路線例

### 日本航空

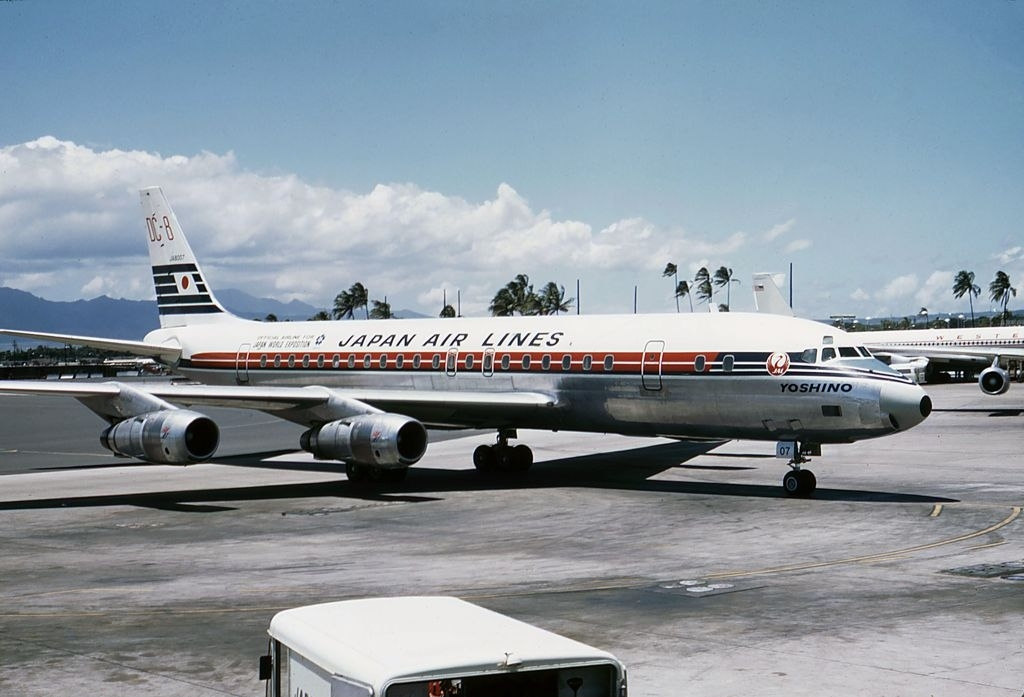
日本航空のダグラスDC-8₋53（1969年）

日本航空は1950年代後半から世界一周線の検討を始め、1965年の日米航空交渉でニューヨーク乗り入れの権利とニューヨークからヨーロッパへの以遠権を取得。1967年3月6日に日本およびアジアの航空会社として初の、そして日本の航空会社として唯一の世界一周便に就航し、ダグラス DC-8による週2便の運航を開始。
パンアメリカン航空・英国海外航空・カンタス航空に次ぐ4社目の参入となり、太平洋中部と北米大陸を通過する完全な世界一周線では英国海外航空に次ぐ2社目となった。東京 - ロンドン間の南回り欧州線をニューヨークまで延伸し太平洋経由の東京 - ニューヨーク線と接続する形で世界一周とし、また1968年7月にはニューヨーク - パリ便も週5便で開設された。
しかし就航3年後の1969年までの時点で大西洋線の利用率が3割未満と低迷し、また1972年に連続事故でDC-8を3機失い業務計画の大幅な下方修正を行うこととなり同年12月にニューヨーク-ロンドン間の大西洋線から撤退し世界一周線は5年余りで幕を閉じた。
1973年に策定された1974年から1978年までの中期計画では復活案が盛り込まれたものの、翌1974年の中期計画では「市場動向を勘案し再開時期を別途検討」として早期復活を行わない方向性とし、その後大西洋線の低運賃競争もあり1978年の中期計画にて削除されている。なお世界一周線に用いられた001/002便は現在でも同線の一部に用いられた東京=サンフランシスコ線の便名として使われている。
- 東京/羽田=香港=バンコク=ニューデリー=テヘラン=カイロ=ローマ=フランクフルト又はパリ=ロンドン=ニューヨーク - サンフランシスコ=ホノルル=東京/羽田[3]

2022年に起こったロシアによるウクライナ侵攻により欧州各国がロシアに対する空域閉鎖を実施したため、JALは安全上の観点から3月になり欠航便が発生し、その後代替飛行経路が検討された。多くの他社は中国、中央アジア、黒海を経由する南回り経路を選定した。JALは加盟する航空連合ワンワールドのブリティッシュ・エアウェイズが本拠地とするロンドン・ヒースロー空港ヘの運航を維持し、その他の欧州便は欠航させ、その利用者はロンドン経由でワンワールドのコードシェア便で最終目的地へ移動可能にすると決定した。ハブに設定したロンドンへ最短で到達できる点、南回りは経由する国からの許可を得る必要がある点から、当初は往路復路ともに北回りの経路を選定した。。
その後、南回りの経路の安全性の確認や飛行許可の取得が完了したことにより、2022年4月19日から復路は南回りの経路へ切り替えられた。経路を切り替えることで、偏西風を活用し北回りと比べ飛行時間を短縮できる。往路は従来通り北回りであるため、世界一周の経路となった。その後他社も模倣した。
- 東京/羽田（→北米アラスカ→カナダ北極圏→グリーンランド→アイスランド）→ロンドン/ヒースロー（→黒海→中央アジア→中国→韓国）→東京/羽田（東回りのみ）

### 日本貨物航空
日本貨物航空は、西行きの片道のみ大西洋路線で運航することによって世界一周路線に就航していた。
2019年12月24日をもって運航効率の最適化のため大西洋区間を休止、以降アメリカ側・ヨーロッパ側でそれぞれ折返し便としている。
- 東京/成田→アンカレッジ→シカゴ→フランクフルト/ハーン→ミラノ→東京/成田

### パンアメリカン航空
パンアメリカン航空は、1947年6月に世界初の自社運航による世界一周便を開設した。機材はダグラス DC-4Bで、その後ダグラス DC-6やボーイング707、ボーイング747などの機材で1980年代まで1日1便運航された。
- ニューヨーク=ロンドン=イスタンブール=カルカッタ=バンコク=マニラ=上海=東京=ウェーク島=ホノルル=サンフランシスコ=ニューヨーク

または
- ニューヨーク=ロンドン=フランクフルト=テヘラン=カラチ=デリー=バンコク=香港=東京=サンフランシスコ[12]

### トランスワールド航空
他の航空会社の多くが東京を世界一周航路に入れていたが、東京への寄港権利がないため、那覇空港に寄港していた。
- セントルイス=ロサンゼルス=ホノルル=グアム=（那覇=台北、香港）=バンコク=ムンバイ=テルアビブ=フランクフルト=ロンドン=（ボストン、ニューヨーク、ワシントン）=セントルイス

### 英国海外航空
英国海外航空は、世界一周航路に就航していたボーイング707型機が、1966年の英国海外航空機空中分解事故で富士山麓に墜落している。
- ロンドン=ニューヨーク=サンフランシスコ=ホノルル=東京=香港=ラングーン=カルカッタ=カラチ=テヘラン=ベイルート=ローマ=ロンドン　他

## 事実上の世界一周路線

### ニュージーランド航空
2013年3月3日まで、ニュージーランド航空がオークランド - ロサンゼルス - ロンドン（ヒースロー）便およびオークランド - 香港 - ロンドン（ヒースロー）便を別の便としてではあるが運航しており、事実上単一の航空会社による世界一周路線といえる。なお、2013年3月4日以降、香港 - ロンドン（ヒースロー）間が運休となったため、乗り換えによる世界一周は不可能となった。

### シンガポール航空
シンガポール航空はシンガポール - ニューヨーク/ニューアーク・リバティー国際空港（SQ21/22）便とシンガポール - フランクフルト - ニューヨーク/ジョン・F・ケネディ国際空港（SQ25/26）便を別の便として運航していたが、同一便として運航されてなく、ニューヨークにおける使用空港が異なることもあり、世界一周路線ではなかった。しかし、超長距離機材A350-900ULR型で運航することで機材余裕が出来、2020年11月9日からジョン・F・ケネディ空港直行（SQ23/24）便を開設したことで定期旅客便世界最長路線ともに世界一周路線も運航することになった。更にウクライナ侵攻後、ロシア領空迂回経路で運航日によっては経路自体も往路、復路ともに偏西風活用東廻り航路をとることもあり、往復券購入すれば名実ともに世界一周路線となることもある。なお、ニューアーク空港直行便は運航機材によりA340-500を運用終了した2013年には廃止されたが、A350-900ULR導入により2018年10月に復活した。

## 世界一周航空券
ワンワールドやスターアライアンスなどのアライアンスが、加盟航空会社の路線を組み合わせた世界一周航空券を、また、シンガポール航空も上記のルートをベースにした同様の航空券を販売しており、現在はこれがかつての世界一周路線に代わるものとなっている｡